# زارینا بایباتینا
زارینا بایباتینا (انگلیسی: Zarina Baibatina; ۱۱ مهٔ ۱۹۸۴ – ) جودوکار اهل قزاقستان بود.